# Seulline
Seulline – gmina we Francji, w regionie Normandia, w departamencie Calvados. W 2013 roku populacja wyżej wymienionych gmin wynosiła 1307 mieszkańców. 
1 stycznia 2016 roku połączono dwie wcześniejsze gminy: Coulvain oraz Saint-Georges-d’Aunay. Siedzibą gminy została miejscowość Saint-Georges-d’Aunay. 1 stycznia 2017 roku połączono dwie wcześniejsze gminy: La Bigne oraz Seulline. Siedzibą gminy została miejscowość Seulline, a nowa gmina przyjęła jej nazwę. 